# 단발령역
단발령역(斷髮嶺驛)은 지금의 조선민주주의인민공화국 강원도 금강군에 위치했던 금강산선의 철도역이다. 이 역과 말휘리역 사이는 스위치백으로 건설된 구간이었다.

## 연혁
- 1930년 5월 15일[1] : 화계~말휘리 간 개통으로 영업 개시
- 1944년 10월 1일 : 불요불급선 전시선로공출 명령에 의해 창도~내금강 간 49.0 km 선로 철거, 폐선.